# Anisognathus lunulatus
Anisognathus lunulatus är en fågelart i familjen tangaror inom ordningen tättingar. Den betraktas oftast som en underart av rödbukig bergtangara (Anisognathus igniventris), men urskiljs sedan 2016 som egen art av Birdlife International och IUCN. Den kategoriseras av IUCN som livskraftig.
Den förekommer i Anderna och delas in i tre underarter med följande utbredning:
- A. l. lunulatus – Anderna i västra Venezuela (södra Táchira) och närliggande Colombia (Norte de Santander och söderut i östra Anderna till Cundinamarca)
- A. l. erythrotus – centrala Anderna i Colombia (Caldas, Cauca, Huila och båda sluttningarna i Nariño) söderut genom Ecuador till norra Peru (norr om Marañónfloden, söderut till Río Chamaya)
- A. l. ignicrissa – Andernas östsluttning i Peru söder om Marañóngloden (centrala Cajamarca söder om Chamayafloden och från Amazonas söderut till Junín)